# Skorpions-Flügelschnecke
Die Skorpions-Flügelschnecke oder Knotige Flügelschnecke, auch Skorpionschnecke (Lambis scorpius) ist eine Schnecke aus der Familie der Flügelschnecken (Gattung Lambis), die im Malaiischen Archipel und im West-Pazifik verbreitet ist.

## Merkmale
Das länglich eiförmige, buckelig höckerige und knotig quer gerunzelte Schneckenhaus von Lambis scorpius erreicht bei ausgewachsenen Schnecken eine Länge von 13 bis 17 cm. Am Mündungsrand sitzen (unter Einschluss des Siphonalkanals) 7 fingerartige, gekrümmte, der Länge nach knotige Fortsätze, von denen der wie ein Skorpionschwanz gebogene Siphonalkanal der längste ist und die mittleren die kürzesten sind. Die Oberfläche des Gehäuses ist weiß mit roten Flecken, die Mündung und der Schlund violettrot mit weißen Querrunzeln.

## Verbreitung und Lebensraum
Die Skorpions-Flügelschnecke tritt im tropischen West-Pazifik auf, vom westlichen Indonesien bis zum westlichen Polynesien, vom südlichen Japan bis zum nördlichen Queensland (Australien) und nach Neukaledonien.
Die Schnecke lebt in geschützten Bereich von Korallenriffen unter Felsen, im seichten Wasser der Gezeitenzone und etwas unterhalb bis in eine Tiefe von etwa 5 Metern. Wie andere Flügelschnecken ernährt sie sich von Algen.

## Verwendung und Gefährdung
Lambis scorpius wird wegen seines Gehäuses gesammelt, das als Schmuck verkauft wird.

## Anmerkung
1. ↑  Nicht zu verwechseln mit der ebenfalls Skorpionschnecke genannten Homalocantha scorpio, die ebenso in Südostasien lebt, aber zu den Stachelschnecken gehört.